# Girolamo Pagliano

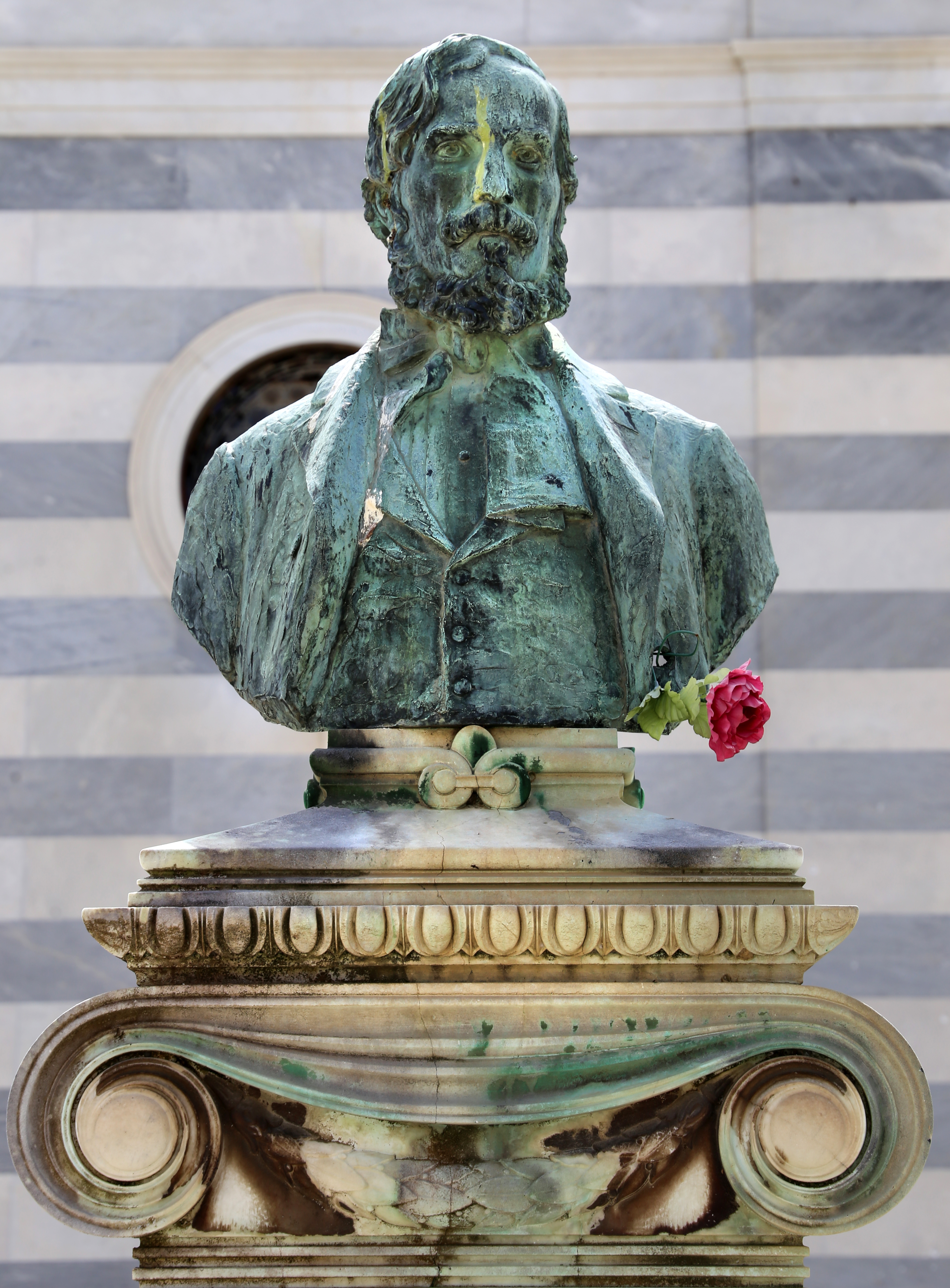
Busto di Girolamo Pagliano, di Domenico Trentacoste, cimitero delle Porte Sante

Girolamo Pagliano (Genova, 1801 – Firenze, 9 settembre 1881) è stato un imprenditore e impresario teatrale italiano, inventore dello sciroppo purgativo che portava il suo nome, sciroppo Pagliano, centerbe di lunga vita.

## Biografia

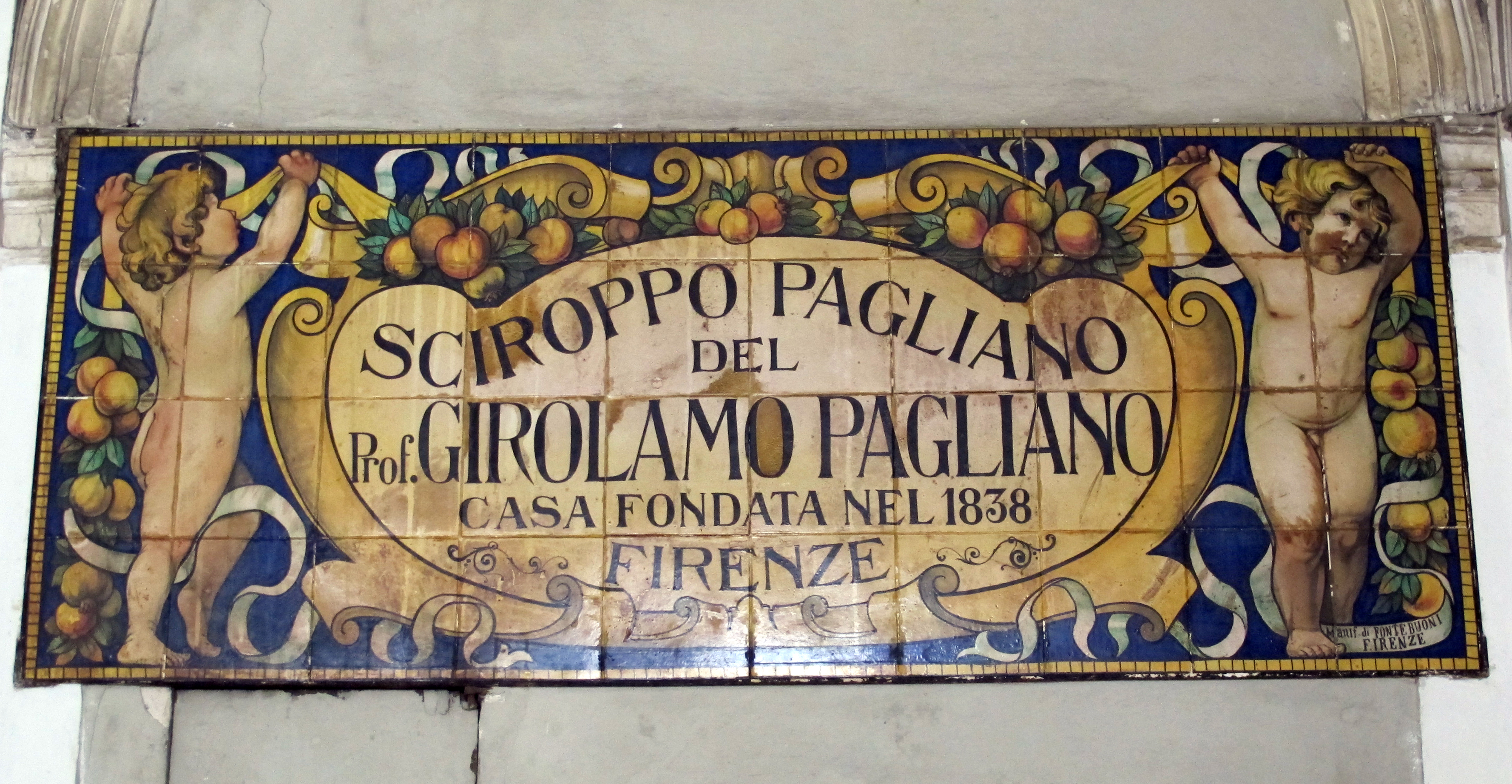
Insegna commerciale in piastrelle dello sciroppo Pagliano, ubicata in via Pandolfini n.20 (Firenze).

Nacque a Genova da una famiglia di origini napoletane. Dopo aver sperperato il suo patrimonio con investimenti azzardati, intraprese la carriera di cantante lirico, ma come baritono riscosse sonori insuccessi e fu fischiato nei teatri di Firenze e di Prato fino al punto che dovette abbandonare le scene.
Pagliano fece invece un'enorme fortuna, dal 1838, commercializzando uno sciroppo purgante dalle proprietà benefiche.

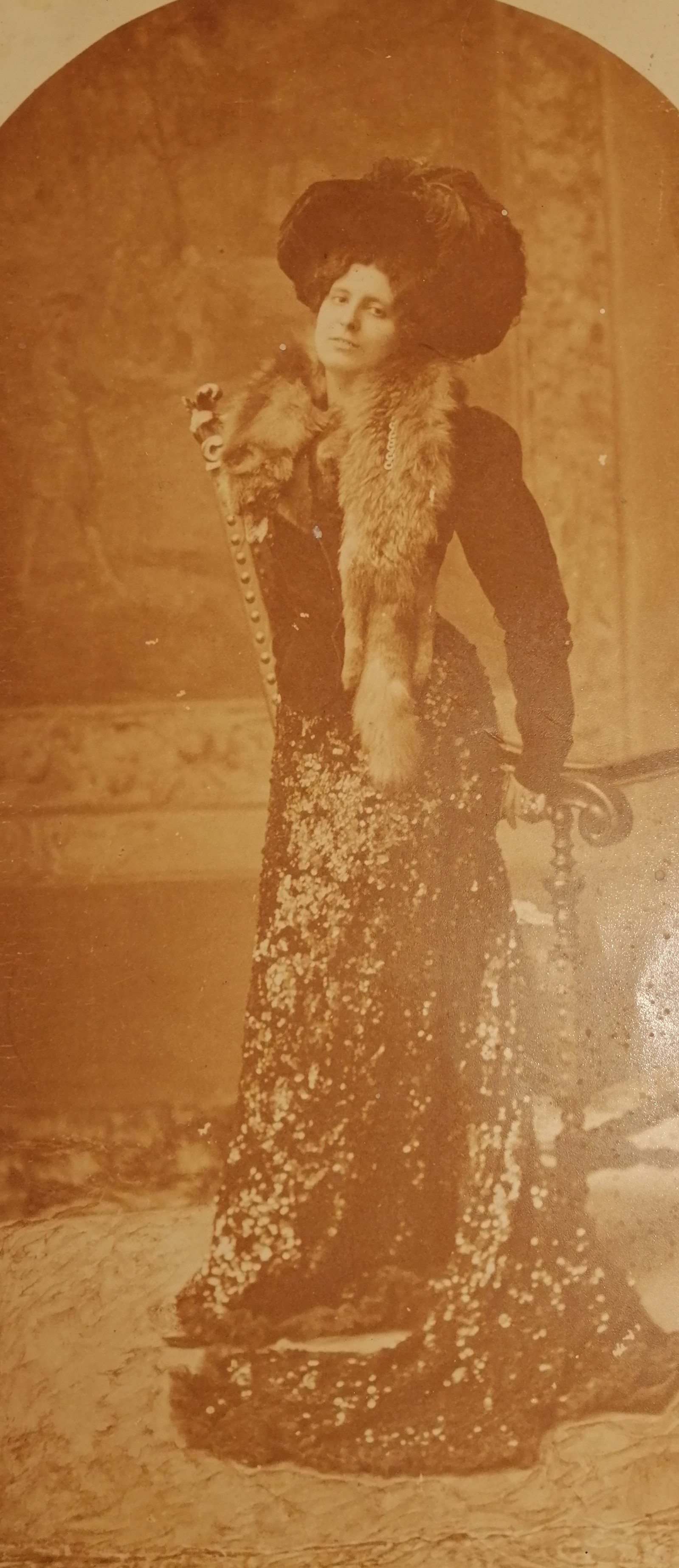
Angiola Maria Pagliano. Foto proveniente dall'archivio Bruno-Borgia.

Acquistò poi a Firenze sia la casa (ora sita in Via de' Pandolfini, 14), sia il palazzo che era stato costruito sull'area occupata fino al 1834 dal Carcere delle Stinche. Nel 1854 lo trasformò in teatro e, per la realizzazione dei lavori, si avvalse dell'architetto Telemaco Bonaiuti, aiutato dal figlio Carlo, e dei pittori Luigi Dell'Era e Cesare Maffei. Il teatro Pagliano (dal 1901 Teatro Verdi), sulla cui storia si è variamente soffermato Aldo Palazzeschi, aprì il 10 settembre 1854, con la rappresentazione del Rigoletto di Giuseppe Verdi, opera all'epoca chiamata Viscardello. Nel 1865 il teatro subì un incendio e il Pagliano fu costretto a cederlo ai creditori.
Girolamo Pagliano è citato anche da Carlo Collodi, che diceva di lui: Chi fosse Girolamo Pagliano è inutile ripetere qui: ormai tutti gli intestini d'Europa lo sanno a memoria!.
Il suo opuscolo illustrativo per lo sciroppo, edito nel 1856 da Barbèra sotto il titolo La medicina per i padri di famiglia o il medico di sé stesso e dei bambini, ma più noto come Libretto Pagliano, si rivelò una sorta di best seller ante-litteram, avendo avuto una tiratura di cinque milioni di copie in meno di cinquant'anni, essendo stato tradotto in sei lingue (greco, francese, inglese, russo, tedesco e spagnolo), per altro con diverse ristampe per ciascuna di essa, e persino cantato in versi in un poema.
È sepolto nel Cimitero delle Porte Sante di Firenze.
I diritti di brevetto e il nome dello sciroppo passarono ad una diretta discendente di Girolamo Pagliano (chiamato familiarmente "Il Professore") Angiola Maria Pagliano e da lei alle sue figlie, Maria e Matilde, dopo essersi coniugata con Edoardo Bruno. Dopo la II guerra mondiale, la ditta Pagliano con Fabio Borgia, figlio di Matilde, aprì una filiale in Argentina, lanciando la famosa pasticca per la tosse e un ulteriore lassativo.
Un altro parente, l'avvocato Luciano Pagliano (m. 2010), lasciò erede la moglie Marta Carletti, e da essa passarono alla di lei sorella Anna Maria Carletti in Procaccia, che, a sua volta, donò per testamento parte del primo piano dell'abitazione di via de' Pandolfini 14, all'Orchestra Regionale Toscana, in memoria del legame col Teatro "Verdi".

## Opere
- La medicina per i padri di famiglia. Trattato sullo sciroppo antacido britannico (1844).
- Di tutte le calamità che minacciano la specie umana, la più terribile senza dubbio è la perdita dell'esistenza  (1848)
- La medicina per i padri di famiglia o il medico di se stesso e dei bambini (1848, poi 1856).
- Ciò che costituisce la forza di uno stato: ossia, la Provvidenza degli uomini per vivere prosperi e felici (1871), su books.google.it.
- Scena buffa “innestata” a Il barbiere di Siviglia (1873)